# Излядеево
Излядеево — деревня в Устюженском районе Вологодской области.
Входит в состав Никольского сельского поселения, с точки зрения административно-территориального деления — в Никольский сельсовет.
Расстояние по автодороге до районного центра Устюжны — 39 км, до центра муниципального образования деревни Никола — 4 км. Ближайшие населённые пункты — Горка, Павловское, Сычево.
По данным переписи в 2002 году постоянного населения не было.